# Índice de Precio Selectivo de Acciones
Der Indice de Precio Selectivo de Acciones (S&P/CLX IPSA) ist ein chilenischer Aktienindex, der sich aus den 30 Aktien mit dem höchsten durchschnittlichen jährlichen Handelsvolumen an der Santiago Stock Exchange (spanisch: Bolsa de Comercio de Santiago) zusammensetzt. Am letzten Handelstag des Jahres wird der Index wieder auf 1000 zurückgesetzt. Der Index wird seit 1977 berechnet und vierteljährlich überprüft. Aufgelegt und veröffentlicht wird er von CLX (Börse Santiago) und S&P.

## Zusammensetzung
Mit Stand Januar 2022:
| Symbol     | Unternehmen                        | Branche           |
| ---------- | ---------------------------------- | ----------------- |
| AGUAS-A    | Aguas Andinas                      | Wasser            |
| ANDINA-B   | Embotelladora Andina [es]          | Getränke          |
| BCI        | Banco de Crédito e Inversiones     | Banken            |
| BSANTANDER | Banco Santander Chile              | Banken            |
| CAP        | CAP                                | Rohstoffe         |
| CCU        | Compañía Cervecerías Unidas        | Getränke          |
| CENCOSHOPP | Cencosud Shopping                  | Einzelhandel      |
| CENCOSUD   | Cencosud                           | Einzelhandel      |
| CHILE      | Banco de Chile                     | Banken            |
| CMPC       | Empresas CMPC                      |                   |
| COLBUN     | Colbún                             | Energie           |
| CONCHATORO | Viña Concha y Toro                 | Wein              |
| COPEC      | Empresas Copec                     | Mischkonzern      |
| ECL        | Engie Energía Chile                | Energie           |
| ENELAM     | Enel Américas                      | Energie           |
| ENELCHILE  | Enel Chile [es]                    | Energie           |
| ENTEL      | Entel Chile                        | Telekommunikation |
| FALABELLA  | S.A.C.I. Falabella                 | Einzelhandel      |
| IAM        | Inversiones Aguas Metropolitanas   | Wasser            |
| ITAUCORP   | Itaú Corpbanca                     | Banken            |
| MALLPLAZA  | Mallplaza                          | Immobilien        |
| PARAUCO    | Parque Arauco                      | Immobilien        |
| RIPLEY     | Ripley                             | Einzelhandel      |
| SECURITY   | Grupo Security [es]                | Banken            |
| SMU        | SMU [es]                           | Einzelhandel      |
| SONDA      | Sonda                              | Software          |
| SQM-B      | Sociedad Química y Minera de Chile | Chemie            |
| VAPORES    | Compañía Sudamericana de Vapores   | Logistik          |